# Wolf von Wolff
Harald Artur Wolf von Wolff (* 10. Januar 1824 in Düben; † 8. Juli 1900 in Berlin) war ein deutscher Jurist, Reichsanwalt und Senatspräsident am Reichsgericht.

## Leben

### Herkunft
Er entstammt der 1786 noblierten Familie von Wolff. Seine Eltern waren der preußische Generalleutnant Karl von Wolff (1785–1873) und dessen Ehefrau Dorothea, geborene Gräfin von Hardenberg (1796–1872).

### Karriere
Wolff besuchte bis 1842 die Klosterschule Roßleben und studierte an der Universität Bonn Rechtswissenschaften. 1845 war das Jahr seiner Vereidigung auf den preußischen Landesherrn und Wolff wurde Auskultator. 1847 wurde er Assessor beim Kammergericht und ab 1851 Gerichtsassessor bei dem Gericht in Finsterwalde und den Kreisgerichten in Sorau und Frankfurt. 1854 wurde er Staatsanwaltschaftsgehilfe in Frankfurt. 1856 erfolgte die Ernennung zum Staatsanwalt in Landsberg an der Warthe. 1859 wurde er nach Küstrin versetzt, 1862 nach Danzig. 1866 folgte die Beförderung zum Oberstaatsanwalt in Königsberg. 1867 wurde er Kronanwalt in Celle und kam zwei Jahre später als Generalstaatsanwalt an das Obertribunal in Königsberg. Ab 1879 war er Reichsanwalt in Leipzig. 1886 kam er an das Reichsgericht als Senatspräsident des III. Strafsenats. In dieser Eigenschaft wurde Wolff 1895 zum Wirklichen Geheimen Rat mit dem Prädikat Exzellenz ernannt und im gleichen Jahr verlieh ihm die juristische Fakultät der Universität Leipzig die Ehrendoktorwürde eines Dr. iur. h. c. 1897 trat er in den Ruhestand.